# Lost in Paradise
„Lost in Paradise” (pol. Zagubieni w raju) – ballada rockowa amerykańskiego zespołu Evanescence. Jest to siódmy utwór z trzeciej studyjnej płyty zatytułowanej Evanescence (2011). 25 maja 2012 utwór wydano jako trzeci singel z tej właśnie płyty. Został napisany przez frontmankę zespołu Amy Lee i wyprodukowany przez Nicka Raskulinecza. Fragment utworu miał swoją premierę 15 lipca 2011 roku na MTV News. Ballada zaczyna się od gry na pianinie, a następnie pojawia się wokal Lee. Tekst utworu jest inspirowany przeżyciami piosenkarki.
W recenzjach krytyków muzycznych przeważały pozytywne opinie piosenki „Lost in Paradise”. Żurnaliści chwalili śpiew Lee wspierany fortepianem, i uznali że utwór jest jednym z najlepszych na płycie. Po cyfrowej sprzedaży Evanescence piosenka znalazła się na #99 miejscu listy Billboard Hot 100, oraz na 9. w UK Chart Rock w Wielkiej Brytanii. Utwór znalazł się na setliście trzeciego światowego tournée zespołu, które promowało album.

## Pozycje na listach przebojów
| Notowanie (2012)     | Najwyższa pozycja |
| -------------------- | ----------------- |
| Canadian Hot 100     | 89                |
| Schweizer Hitparade  | 39                |
| UK Rock Chart        | 9                 |
| UK Singles Chart     | 174               |
| US Billboard Hot 100 | 99                |